# Xã St. Aubert, Quận Callaway, Missouri
Xã St. Aubert (tiếng Anh: St. Aubert Township) là một xã thuộc quận Callaway, tiểu bang Missouri, Hoa Kỳ. Năm 2010, dân số của xã này là 1.969 người.